# Diaphorus nudus
Diaphorus nudus är en tvåvingeart som beskrevs av Van Duzee 1917. Diaphorus nudus ingår i släktet Diaphorus och familjen styltflugor. Inga underarter finns listade i Catalogue of Life.